# Emeopedus baloghi
Emeopedus baloghi là một loài bọ cánh cứng trong họ Cerambycidae.